# Margarete von Kleve († nach 1348)

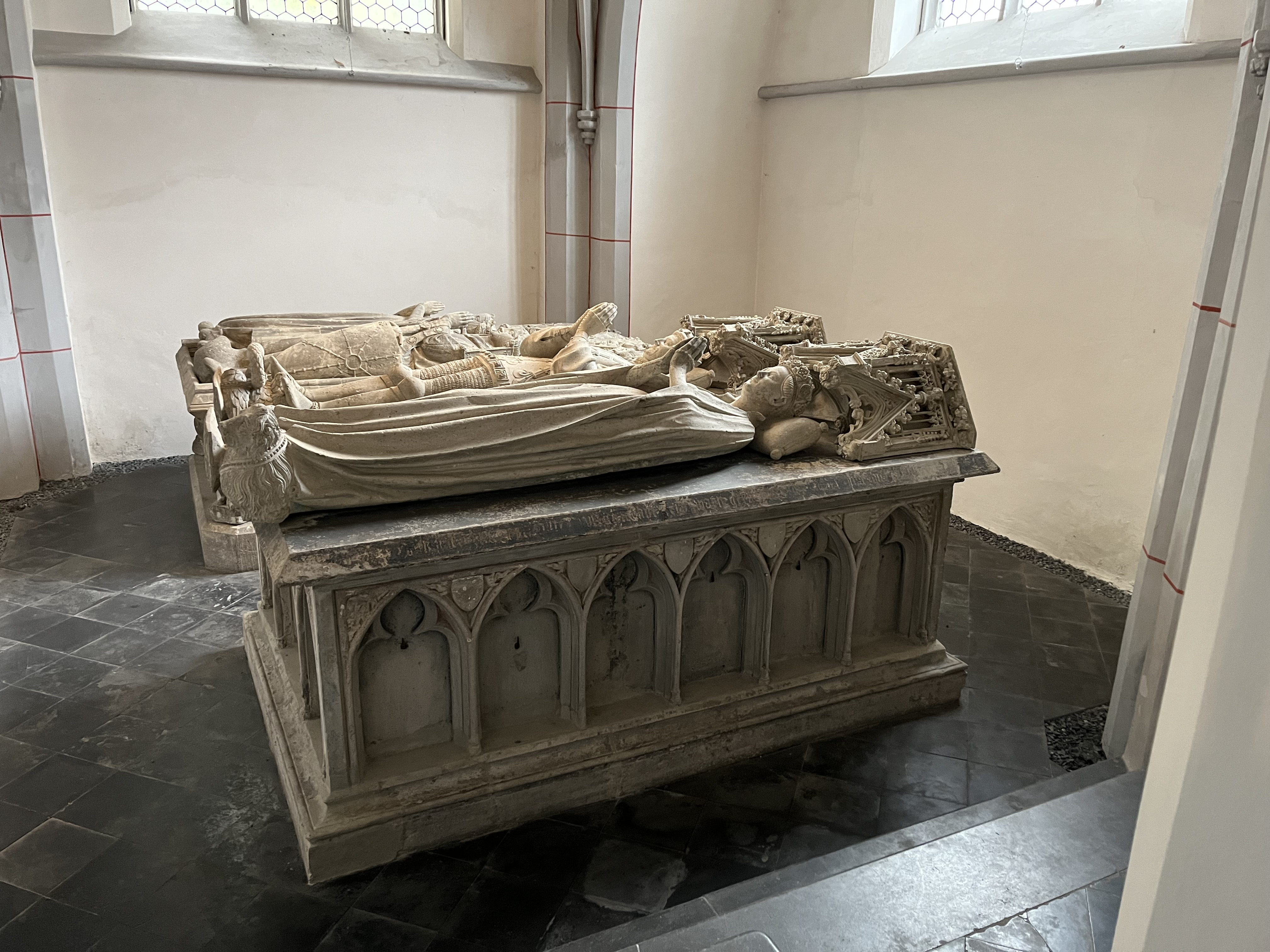
Gräber von Graf Arnold von Kleve und Ida von Brabant (hinten) und Graf Adolf I. von Kleve-Mark und Margarete von Berg (vorne).

Margaretha von Kleve, auch Margarethe von Kleve oder Margarete von Kleve genannt (* um 1310; † nach 1348), war die Ehefrau von Graf Adolf II. von der Mark und Mutter des Grafen Adolf III. von der Mark.

## Leben
Margaretha war eine Tochter des Grafen Dietrich VII./IX. von Kleve und der Margarethe von Geldern, einer Tochter Graf Rainalds I. von Geldern.
Am 15. März 1332 heiratete sie Graf Adolf II. von der Mark. 1333 traf ihr Vater eine Erbregelung, nach der die Grafschaft Kleve an Margarethe und ihre Schwestern Elisabeth und Maria fallen sollte. Nach Protesten des Grafenbruders Johann wurden diese Pläne aber 1338 fallengelassen.
Margarethes Mann, Graf Adolf, starb noch vor seinem Schwiegervater, dem Klever Grafen, im Jahr 1346. Der älteste Sohn, Engelbert, trat die Nachfolge in der Grafschaft Mark an. Nach dem Tod ihres Vaters, Graf Dietrich, am 7. Juli 1347 versuchte Margarethe, ihren Söhnen Engelbert und Adolf das Klever Erbe zu sichern. Anfänglich wurde sie hierin von ihrem Vetter, Herzog Rainald III. von Geldern, unterstützt. Es gelang Margarethe jedoch nicht, sich gegen ihren Onkel Graf Johann von Kleve durchzusetzen.
Erst nach Johanns Tod 1368 konnte das märkische Grafenhaus unter Berufung auf die Erbrechte Margarethes die Nachfolge in der Grafschaft Kleve antreten. Graf von Kleve wurde der zweitgeborene Sohn Adolf, die rechtsrheinischen Besitzungen fielen zum größten Teil an Engelbert und den dritten Sohn Dietrich.